# Pseudomonas savastanoi
Pseudomonas savastanoi es una bacteria gramnegativa que infecta una gran variedad de plantas. Alguna vez se consideró un patovar de  Pseudomonas syringae,  pero luego de los estudios relacionados con el ADN, se instaló como una nueva especie. 
Lleva el nombre de Savastano, un trabajador que demostró entre 1887 y 1898 que los nudos de olivo son causados por bacterias.
El patovar de mayor importancia económica es Pseudomonas savastanoi pv. savastanoi, que causa la enfermedad nudo de olivo o tuberculosis del olivo. Los síntomas incluyen la formación de agallas en árboles infectados; La formación de tumores es inducida por la biosíntesis de ácido indolacético por las bacterias, de manera similar al bien estudiado patógeno de la agalla de la corona, Agrobacterium tumefaciens.

## Historia
Uno de los primeros científicos en llevar a cabo una investigación científica y moderna sobre la enfermedad de olivos causada por Pseudomonas savastanoi (en italiano: la rogna dell'ulivo) fue Giuseppe Maria Giovene (1753-1837), quien explicó sus conclusiones en su publicación Sulla rogna degli ulivi (1789).
Fue descripta por primera vez por Janse en 1982 y Gardan et al. en 1992.

## Patovares
- Pseudomonas savastanoi pv. fraxini causante de la antracnosis del fresno.[9]
- Pseudomonas savastanoi pv. nerii que ataca al baladre.[9]
- Pseudomonas savastanoi pv. savastanoi causante de la tuberculosis del olivo.[5]
- Pseudomonas savastanoi pv. phaseolicola ataca a la planta del frijol Phaseolus [10]